# Trachtemyriw
Trachtemyriw (ukrainisch Трахтемирів; russisch Трахтемиров Trachtemirow, polnisch Trechtymirów) ist ein Dorf im Norden der ukrainischen Oblast Tscherkassy mit etwa 10 Einwohnern (2001).
Das Dorf besaß von Mitte des 17. Jahrhunderts bis 1925 den Status einer Stadt
, war Hauptstadt der Hetmans und Kosakenresidenz.

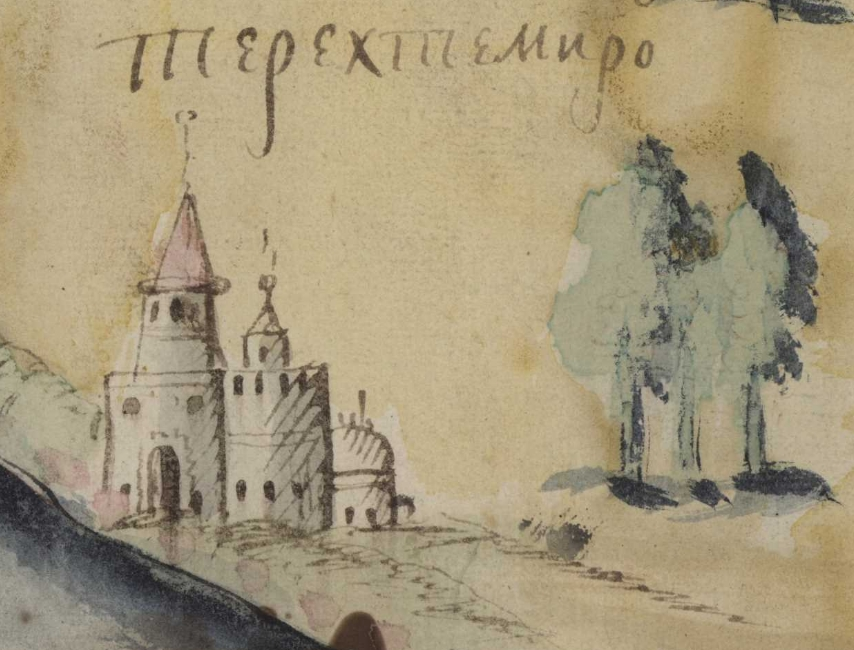
Fragment der Karte der Provinz Kiew aus dem 18. Jahrhundert

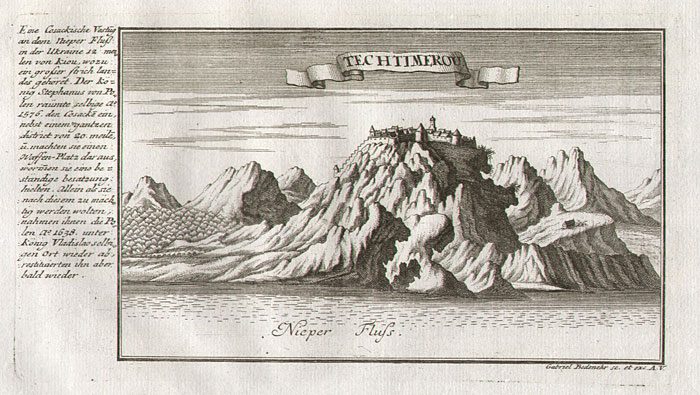
Trachtemyriw vor 1687

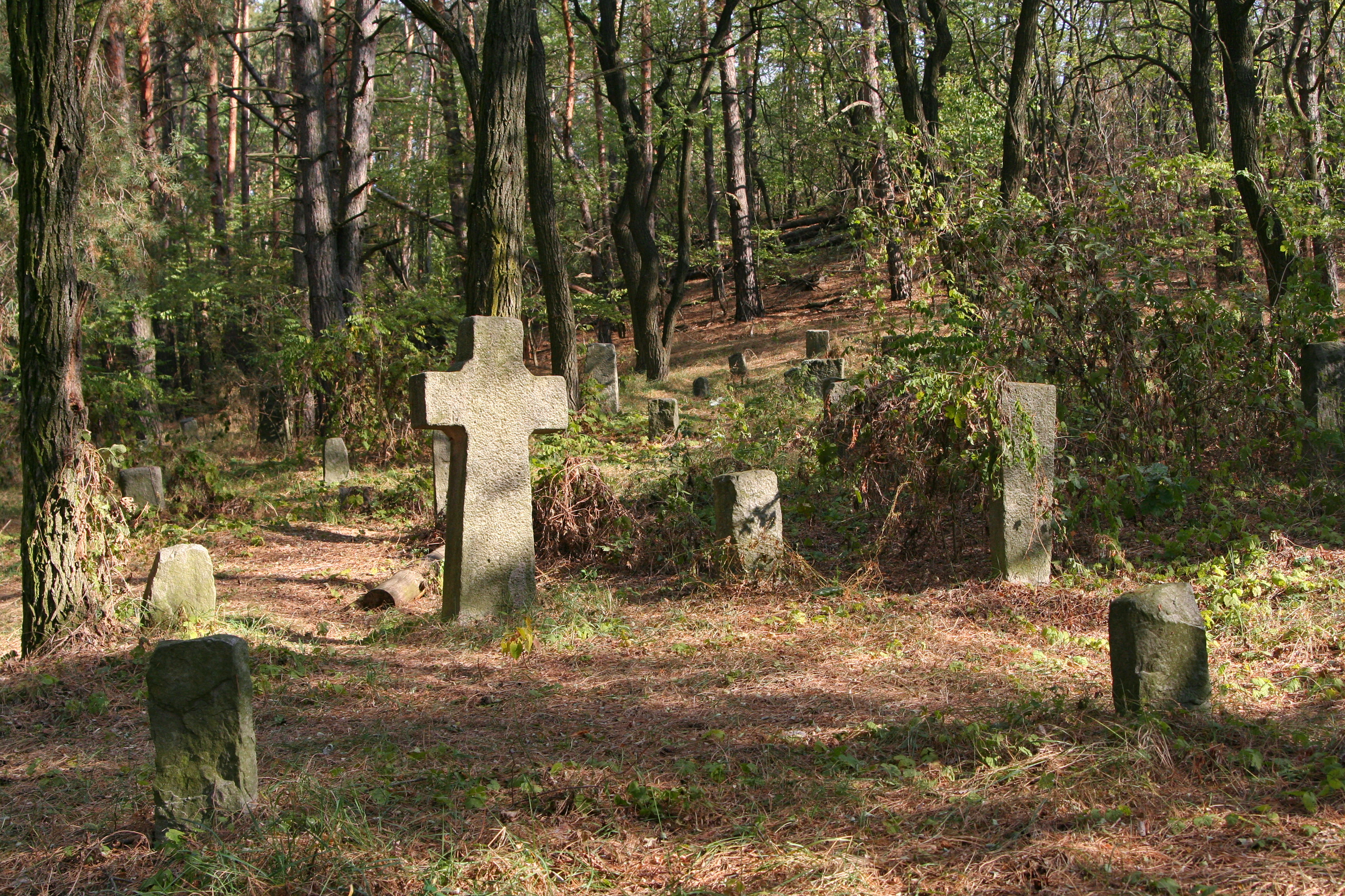
Denkmalgeschützter Kosakenfriedhof in Trachtemyriw

Die Ortschaft liegt auf einer Höhe von 124 m im Naturschutzgebiet Trachtemyriw auf der Trachtemyriw-Halbinsel (Трахтемирівський півострів) am Ufer des zum Kaniwer Stausee angestauten Dnepr, 25 km nördlich vom Gemeindezentrum Bobryzja, 34 km nördlich vom ehemaligen Rajonzentrum Kaniw und 100 km nordwestlich vom Oblastzentrum Tscherkassy.

## Geschichte
Beim Dorf lag die etwa 500 Hektar große Siedlung Trachtemyriw (Трахтемирівське городище Trachtemyriwske horodyschtsche) der Skythen aus dem 6. Jahrhundert v. Chr.
Die erstmals 1552 in der Beschreibung der Burg Kaniw schriftlich erwähnte Ortschaft wurde vom polnischen König Stephan Báthory unter der Bedingung den registrierten Kosaken übergeben, dass sie die Grenzen mit bis zu 6000 Soldaten vor tatarischen Angriffen schützen. Im 16.–17. Jahrhundert war die Ortschaft Kosakenresidenz. Hier arbeitete die Kosakenregierung, wählte Hetmans, empfing ausländische Botschafter und stellte Kosakenflottillen her.
Im Kloster Trachtemyriw richtete man 1601 ein Krankenhaus für alte und gebrechliche Kosaken ein und es erhielt Einnahmen aus dem Dnepr-Zoll und den lokalen Steinbrüche, in denen Stein für die Herstellung von Mühlrädern gebrochen wurde.
Nach dem für Polen verlorenen Krieg gegen das Zarentum Russland kam das Gebiet 1667 an Russland und gemäß dem Ewigen Frieden von 1686 sollte die Ortschaft unbewohnt bleiben. 1714 kam die Stadt erneut unter die Herrschaft der polnisch-litauischen Adelsrepublik.
Nach der zweiten polnischen Teilung kam Trachtemyriw 1793 wieder an Russland (von 1797 an innerhalb des Ujesd Kaniw im Gouvernement Kiew).
Seit dem 19. Jahrhundert wurden in Trachtemyriw von zahlreichen Wissenschaftlern, darunter Wikentij Chwoika, Boris Rybakow und Jewgeni Golubinski (1834–1912), archäologische Forschungen durchgeführt. In der zweiten Hälfte des 20. Jahrhunderts verfiel das Dorf. Hatte es 1900 noch 788 Einwohner, sank die Bevölkerung bis zur Volkszählung von 2001 auf lediglich 9 Bewohner.
1994 wurde im Dorf und seiner Umgebung das Staatliche Historische und Kulturelle Schutzgebiet Trachtemyriw (Державний історико-культурний заповідник "Трахтемирів" Derschawnyj istoryko-kulturnyj sapowidnyk "Trachtemyriw") eingerichtet.
Am 15. August 2018 wurde das Dorf ein Teil der neugegründeten Landgemeinde Bobryzja, bis dahin war es Teil der die Landratsgemeinde Hryhoriwka (Григорівська сільська рада/Hryhoriwska silska rada) im Norden des Rajons Kaniw.
Am 17. Juli 2020 kam es im Zuge einer großen Rajonsreform zum Anschluss des Rajonsgebietes an den Rajon Tscherkassy.